# Plouarzel
Plouarzel è un comune francese di 3 572 abitanti situato nel dipartimento del Finistère nella regione della Bretagna. È il comune più occidentale della Francia continentale, escluse quindi le isole ed i dipartimenti d'oltremare.

## Società

### Evoluzione demografica
Abitanti censiti